# Nine Elms (metropolitana di Londra)
Nine Elms è una stazione della linea Northern della metropolitana di Londra.

## Storia
La stazione ha ricevuto l'approvazione finale del Segretario di Stato per i trasporti nel novembre 2014 e i lavori di costruzione sono iniziati nel 2015. La scatola della stazione è stata costruita utilizzando il "metodo Milano", al fine di avere un facile accesso durante la costruzione e che permettesse la futura eventuale costruzione di costruzioni ad uso misto sulla parte superiore della stazione.
Originariamente l'apertura del prolungamento fino a Battersea Power Station era previsto nel 2020 ma nel dicembre 2018, il Sindaco di Londra, Sadiq Khan, ha annunciato che l'apertura del progetto sarebbe stata ritardata di un anno.
Già a giugno del 2019, erano stati completati importanti lavori di scavo e tracciamento, e un treno tecnico è entrato in funzione per la prima volta. A febbraio del 2020, la costruzione della stazione risultava quasi completa.
La stazione è stata inaugurata il 20 settembre 2021.

## Interscambi
Nelle vicinanze della stazione effettuano fermata alcune linee urbane automobilistiche, gestite da London Buses.
- Fermata autobus

## Servizi
La stazione dispone di:
- Biglietteria automatica